# Lester Patrick
Curtis Lester Patrick (31. prosince 1883 Drumondville – 1. června 1960 Victoria) byl kanadský lední hokejista (obránce), trenér a funkcionář. Byl známý pod přezdívkou The Silver Fox (Stříbrná liška), kterou získal kvůli předčasně šedivým vlasům.
Pocházel ze zámožné dřevařské rodiny irského původu, kterou spojovaly sportovní zájmy: jeho otec Joseph Patrick byl zakladatelem Pacific Coast Hockey Association, profesionálním hokejistou byl i jeho mladší bratr Frank Patrick, jeho tři sestry patřily k průkopnicím ženského hokeje. Hokej začal hrát na McGillově univerzitě. S klubem Brandon Wheat Cities hrál v roce 1904 vyzývací zápas o Stanleyův pohár, v němž podlehli týmu Ottawa Silver Seven 3:6 a 3:9. V letech 1906 a 1907 dovedl jako kapitán k zisku Stanley Cupu tým Montreal Wanderers. V roce 1910 byl finalistou v dresu Edmonton HC. V letech 1912 až 1926 působil v Pacific Coast Hockey Association, v roce 1925 vyhrál Stanley Cup s Victoria Cougars a třikrát hrál finále (1914 a 1926 s Victorií a 1920 se Seattle Metropolitans).
Jako funkcionář se zasloužil o zavedení mnoha nových hokejových pravidel, vymyslel např. hrací systém play off, modrou čáru nebo uvádění brankových asistencí ve statistikách. V období 1926 až 1946 byl generálním manažerem New York Rangers a v letech 1928 až 1939 zastával funkci hlavního trenéra. Svůj tým dovedl k zisku Stanleyova poháru v letech 1928 a 1933. Do historie se zapsal ve druhém zápase finálové série v roce 1928: když musel pro zranění oka odstoupit brankář Lorne Chabot, nahradil ho v brance trenér Lester Patrick; za 35 minut inkasoval jedinou branku a přispěl k vítězství svého týmu 2:1 v prodloužení. Ve čtyřiačtyřiceti letech je tak nejstarším hráčem, který kdy zasáhl do finále Stanley Cupu. V roce 1940 získal s Rangers další titul coby generální manažer. V roce 1946 z klubu odešel a do odchodu na odpočinek v roce 1950 zastával funkci prezidenta Madison Square Garden.
V roce 1947 byl uveden do Hokejové síně slávy. Byla po něm pojmenována Lester Patrick Trophy za zásluhy o rozvoj hokeje v USA, zimní stadion Patrick Arena ve Victorii a Patrickova divize v NHL, zrušená v roce 1993.
V NHL hráli také jeho synové Lynn Patrick a Muzz Patrick.